# خوليو سيزار إنسيسكو (لاعب كرة قدم مواليد 2004)
خوليو سيزار إنسيسكو (مواليد 23 يناير 2004) هو لاعب كرة قدم بارغوياني يلعب في مركز خط الوسط في نادي ليبرتاد.

## وصلات خارجية
- خوليو سيزار إنسيسكو (لاعب كرة قدم مواليد 2004) على موقع قاعدة بيانات كرة القدم.إي يو (الإنجليزية)
- خوليو سيزار إنسيسكو (لاعب كرة قدم مواليد 2004) على موقع ناشيونال فوتبول تيمز (الإنجليزية)
- خوليو سيزار إنسيسكو (لاعب كرة قدم مواليد 2004) على موقع Soccerbase.com (لاعب) (الإنجليزية)
- خوليو سيزار إنسيسكو (لاعب كرة قدم مواليد 2004) على موقع Soccerway.com (الإنجليزية)
- خوليو سيزار إنسيسكو (لاعب كرة قدم مواليد 2004) على موقع عالم كرة القدم.نت (الإنجليزية)